# S.O.A.P.
Le S.O.A.P. sono state un duo musicale danese formato dalle sorelle Heidi "Suriya" e Saseline "Line" Sørensen e attivo dal 1997 al 2002.

## Carriera
Heidi (n. 18 ottobre 1979) e Saseline (n. 26 luglio 1982) sono nate nello stato malaysiano di Perak e sono cresciute a Næstved in Danimarca. Il loro padre è danese, mentre la loro madre è malaysiana. Heidi ha incontrato il cantautore e produttore Remee durante un'intervista per la rivista per giovani per cui lavorava; diventerà il tramite per il contratto discografico firmato dalle sorelle con la Sony Music nel 1997.
Il loro singolo di debutto This Is How We Party è uscito a marzo 1998 e ha goduto di successo globale, raggiungendo la top 10 in otto paesi e ottenendo un disco di platino in Australia e quattro dischi d'oro, fra cui uno in Francia, dove ha venduto più di 250.000 copie. Al 2000, il singolo aveva superato il milione e mezzo di copie vendute globalmente. Il singolo ha anticipato l'album Not Like Other Girls, certificato disco di platino in Danimarca e disco d'oro in Finlandia, dove ha venduto rispettivamente oltre 50.000 e 38.000 copie. Le S.O.A.P. hanno aperto 25 concerti statunitensi dei Backstreet Boys nell'estate del 1998. Il successo ottenuto ha fruttato alle ragazze quattro candidature ai Danish Music Awards del 1999, che si sono trasformate in due vittorie nelle categorie Debutto dell'anno e Album dell'anno.
Nel 1999 le S.O.A.P. hanno collaborato con il girl group Juice, la cantante Christina Undhjem e il produttore Remee sul brano natalizio Let There Be Love, che è diventato un classico stagionale in Danimarca, con i suoi rientri quasi annuali nella Track Top-40 nei mesi di novembre e dicembre dati dalle vendite digitali e dalle alte riproduzioni sulle piattaforme di streaming.
All'alba del nuovo millennio Heidi e Saseline hanno pubblicato il singolo apripista del loro secondo album. Il brano, S.O.A.P. Is in the Air, non ha goduto del successo del loro debutto, e a parte un picco al 25º posto della Sverigetopplistan svedese, ha registrato basse vendite a livello globale. Il loro secondo album Miracle ha debuttato alla 20ª posizione in Danimarca. Nello stesso anno hanno aperto le date del tour europeo dei Savage Garden.
Le S.O.A.P. si sono sciolte nel 2002. Oltre a dedicarsi alla musica e a pubblicare un album da solista, Saseline ha lavorato come presentatrice televisiva e ha partecipato a talent e reality show trasmessi sulla TV danese. Heidi è invece diventata una tatuatrice professionista; nel 2012 ha partecipato a Dansk Melodi Grand Prix, la selezione danese per l'Eurovision Song Contest, cantando Forever I B Young.

## Discografia

### Album in studio
- 1998 – Not Like Other Girls
- 2000 – Miracle

### Singoli
- 1998 – This Is How We Party
- 1998 – Ladidi Ladida
- 1998 – Stand by You
- 1999 – Not Like Other Girls
- 1999 – Let Love Be Love (con le Juice e Christina Undhjem feat. Remee)
- 2000 – S.O.A.P. Is in the Air
- 2000 – Mr. DJ
- 2000 – Like a Stone (In the Water)
- 2001 – Holiday